# Ėdita P'echa
Ėdita Stanislavovna P'echa (in russo Эдита Станиславовна Пьеха?, in polacco Edyta Maria Piecha, in francese Édith-Marie Piecha; Noyelles-sous-Lens, 31 luglio 1937) è una cantante e attrice sovietica, dal 1991 russa, di origini polacche.

## Biografia
Ėdita P'echa nasce a Noyelles-sous-Lens, in Francia, il 31 luglio 1937, da una famiglia di origine polacca. Suo padre, Stanisław Piecha, era un minatore, mentre sua madre era Felicja Korolewska. Trasferitasi nel 1945 in Polonia, a Boguszów, assieme alla madre ed al patrigno, Ėdita P'echa studia musica e lingua russa e canta in un coro della scuola.
Rimane in Polonia fino al 1955, quando si trasferisce a Leningrado per studiare psicologia grazie ad una borsa di studio. Dal 1955 al 1957 frequenta l'Università della città. In quell'occasione incontra il compositore e pianista Aleksandr Bronevickij. I due, insieme, formano il primo gruppo musicale popolare in Russia, chiamato Družba (Дружба, "amicizia"). Danno il loro primo spettacolo televisivo il 31 dicembre 1955, con la canzone polacca Autobus czerwony.
Nel 1956 Ėdita P'echa inizia a studiare canto e composizione al conservatorio di Leningrado.
Ėdita P'echa è conosciuta anche tra il pubblico internazionale grazie alla sua capacità di cantare e parlare in molte lingue, tra cui francese, tedesco, polacco e russo. Nel 1957, dopo il VI Festival mondiale della gioventù e degli studenti, il gruppo Družba e P'echa pubblicano diversi dischi, diventando così una delle band più popolari dell'Unione Sovietica. Nel 1972 intrattengono il pubblico internazionale in occasione delle XX Olimpiadi di Monaco di Baviera.
Inoltre, negli anni '70 Ėdita P'echa prende parte a diverse pellicole russe, come Sud'ba rezidenta del 1970, Neispravimyj lgun del 1973 e Brillianty dlja diktatury proletariata del 1975. Nel 1976 abbandona il gruppo Družba e inizia a lavorare come solista. Nello stesso anno le viene conferito il titolo di artista del popolo della RSFSR.
Nel 1988 le viene conferito il titolo di artista del popolo dell'Unione Sovietica, mentre nel 1998 ottiene una stella sulla Piazza delle Stelle di Mosca.
Nel giorno del suo settantesimo compleanno Ėdita P'echa riceve un messaggio di auguri dal presidente russo Vladimir Putin. Pochi giorni dopo ottiene la terza classe dell'Ordine al merito per la Patria.
Nel 2021 dichiara ufficialmente la fine della sua attività. Nel maggio 2023 diventa cittadina onoraria della città di San Pietroburgo.

## Vita privata
Ėdita P'echa risiede a San Pietroburgo dal 1955. Si sposa nel 1956 con Aleksandr Bronevckij, con cui ha una figlia, Ilona Bronevickaja, che è anch'ella una cantante e attrice. Il nipote Stas P'echa, attore e cantante anche lui, è stato uno dei vincitori dello spettacolo Fabrika Zvëzd nel 2005. I due divorziarono nel 1976.
Si sposa poi una seconda volta, ma divorzia nuovamente nel 1983. Nel 1994 si sposa una terza volta, ma anche questo termina con un divorzio nel 2006.

## Discografia

### Album
- 1964: Ėdita P'echa (Эдита Пьеха)
- 1966: Ansambl' "Družba" I Ėdita (Ансамбль "Дружба" И Эдита) (con Družba)
- 1967: Ansambl' "Družba" I Ėdita (Ансамбль «Дружба» И Эдита) (con Družba)
- 1972: Ėdita P'echa I Ansambl' "Družba" (Эдита Пьеха И Ансамбль «Дружба») (con Družba)
- 1974: Ėdita P'echa (Эдита Пьеха)
- 1980: Ėdita P'echa (Эдита Пьеха)
- 1981: Ni Dnja Bez Pesni (Ни Дня Без Песни)
- 1983: Ulybnites', Ljudi (Улыбнитесь, Люди)
- 1986: Počuvstvuj, Dogadajsja, Pozovi (Почувствуй, Догадайся, Позови)
- 1987: Moim Druz'jam (Моим Друзьям)
- 1989: Bozvraščajsja K Načalu (Возвращайся К Началу)
- 1994: Ja Vas Ljublju (Я Вас Люблю)
- 2000: Nikogda Ljubit' Ne Pozdno (Никогда Любить Не Поздно)

## Filmografia parziale
- Sud'ba rezidenta (Судьба резидента), regia di Veniamin Dorman (1970)
- Neispravimyj lgun, (Неисправимый лгун), regia di Villen Azarov (1973)
- Brillianty dlja diktatury proletariata, regia di Grigorij Kromanov (1975)